# رپیشتی
رپیشتی (به لاتین: Řepiště) یک منطقهٔ مسکونی در جمهوری چک است که در ناحیه فریدک-میستک واقع شده‌است. رپیشتی ۸ کیلومتر مربع مساحت و ۱٬۷۵۴ نفر جمعیت دارد و ۳۰۵ متر بالاتر از سطح دریا واقع شده‌است.